# 巴黎和平條約
巴黎和平条约（英語：Paris Peace Treaties）签署于1947年2月10日。巴黎和平条约是二戰結束後1946年7月29日到10月15日召开的巴黎和会的成果。该条约由战胜方同盟国（主要为英国、苏联、美国、法国）与包括以意大利王國為首的歐洲轴心国：罗马尼亚王國、匈牙利王國（簽署時已為共和國）、保加利亚王國（簽署時已為共產國家）和芬兰在1945年二战结束后协商而成（不包括納粹德國及大日本帝國）。
该条约允许新成立的意大利共和國、匈牙利第二共和國和保加利亚人民共和國以及羅馬尼亞和芬兰在国际事务中恢复其作为主权国家的责任并加入联合国。
此和平條約亦有意大利和约，針對該如何處理意大利殖民帝國。意大利作為二戰發起人之一亦需要作戰爭賠償，特別赔償予阿爾巴尼亞、南斯拉夫、希臘、蘇聯和衣索比亞，並重新規劃意大利本土及處理戰時佔領區歸屬問題、禁止一切法西斯組織在意大利活動和禁止意大利發展導彈及核武。

## 边界变化

### 芬兰
芬兰的边界被恢复到1941年1月1日的状态（但佩察莫省除外，该地区全部被划入苏联），正式确认了其在冬季战争损失的领土。冬季战争后，芬兰在西方获得了同情，但这种同情心因为芬兰在1941年至1944年与纳粹德国的合作而削弱，继续战争期间，芬兰不仅收回了1940年失去的领土，还继续向苏联深处进攻，占领了一大片领土。这导致英国于1941年12月向芬兰宣战，进一步削弱了西方对芬兰的政治支持。

### 義大利

法西斯義大利巔峰時期的版圖

意大利失去了意属利比亚和意属东非的殖民地。后者包括意属埃塞俄比亚、意属厄立特里亚和意属索马里兰。意大利继续将前意属索马里兰作为联合国托管领土进行统治，直至1960年。在和平条约中，意大利承认阿尔巴尼亚的独立（1939年4月意大利入侵阿尔巴尼亚后与意大利君主国联合）。意大利还失去了天津的租界，将其移交给中国，并将爱琴海的多德卡尼斯群岛割让给希腊。
意大利失去了伊斯特拉半岛：阜姆省、扎拉省以及戈里齐亚和波拉的大部分地区被割让给南斯拉夫；伊斯特拉的其余地区和的里雅斯特省组成了一个新的主权国家（的里雅斯特自由区），分为两个行政区，由联合国安理会负责管理的临时政府领导。1954年，意大利并入的里雅斯特省（A区），南斯拉夫并入伊斯特拉半岛的其余部分（B区）。1975年《奥西莫条约》正式承认了这一点。
腾德山谷和拉布里格的村庄被割让给法国，但意大利外交官得以维持《都灵条约》（1860年），根据该条约，法国和意大利的阿尔卑斯山边界穿过勃朗峰顶峰，尽管法国有这样的设计在奥斯塔山谷。法兰西共和国从未在割让的前意大利城镇布里加和腾达中规定意大利语，实际上选择了语言同化政策。尽管奥地利提出领土要求，南蒂罗尔省仍被意大利保留，这主要归功于几个月前签署的格鲁伯-德加斯佩里协议。

### 匈牙利
匈牙利在1938年之前恢复了边界。这意味着恢复与南斯拉夫的南部边界，并宣布第一和第二次维也纳裁决无效，取消匈牙利从捷克斯洛伐克和罗马尼亚获得的利益。此外，位于布拉迪斯拉发南部的三个村庄（即霍尔瓦特加法鲁、奥罗斯瓦尔和杜纳克松）也被划归捷克斯洛伐克，形成所谓的“布拉迪斯拉发桥头堡”。

### 罗马尼亚
罗马尼亚于1941年1月1日恢复边界，但在1939年8月23日之前未恢复边界，但与匈牙利的边界除外，将北特兰西瓦尼亚归还给罗马尼亚。这证实了1940年比萨拉比亚和北布科维纳被苏联夺走，以及《克拉约瓦条约》将南多布罗雅归还给保加利亚。

### 保加利亚
保加利亚于1941年1月1日恢复边界，将瓦尔达尔马其顿归还南斯拉夫，将东马其顿和西色雷斯归还希腊，但根据《克拉约瓦条约》保留南多布罗哈，使保加利亚成为唯一保留在1941年获得的领土的前轴心国。

## 賠款
按1938年价格计算的战争赔款（以美元计算）：
- 来自意大利的3.6億美元（相当于2023年的7,792,000,000美元）：
  - 向南斯拉夫提供1.25亿美元（相当于2023年的27.06亿美元）；
  - 向希腊提供105,000,000美元（相当于2023年的2,273,000,000美元）；
  - 向苏联提供1亿美元（相当于2023年的21.65亿美元）；
  - 向埃塞俄比亚提供25,000,000美元（相当于2023年的541,000,000美元）；
  - 向阿尔巴尼亚提供5,000,000美元（相当于2023年的108,000,000美元）。
- 芬兰向苏联提供3亿美元（相当于2023年的64.94亿美元）。
- 来自匈牙利的300,000,000美元（相当于2023年的6,494,000,000美元）：
  - 向苏联提供2亿美元（相当于2023年的43.29亿美元）；
  - 向捷克斯洛伐克和南斯拉夫提供1亿美元（相当于2023年的21.65亿美元）。
- 罗马尼亚向苏联提供3亿美元（相当于2023年的64.94亿美元）；
- 来自保加利亚的70,000,000美元（相当于2023年1,515,000,000美元）：
  - 向希臘提供45,000,000美元（相当于2023年的974,000,000美元）；
  - 向南斯拉夫提供25,000,000美元（相当于2023年的541,000,000美元）。